# Берешит Раба
Берешит Раба (транслит.) је верски текст који потиче од класичног периода Јудаизма, а можда је написано у 300. и 500. године после нове ере са каснијим додацима. Она је мидраш са збирку рабиничке омилитичке интерпретације Књиге постања.  
Она је експозиторни мидраш првој књизи Торе, која је била по традицији дата амори Хошаја Раба. Мидраш формира агадички коментар на Књизи постања, које поштује мидрашистичку егзегезу у тој ери. У непрекидном низу, који је прекинут тек при крају, библијски текст се излаже, стих по стих, често реч по реч. Генеалошки одломци и одломци који не пружају никакав материјал за излагање (нпр. поновни приказ Аврамовог слуге у Књизи постања 24:35-48) су изостављени.